# Вольфганг (пфальцграф Цвейбрюккена)
Вольфганг Цвейбрюккенский (нем. Wolfgang von Zweibrücken; 26 сентября 1526, Цвайбрюккен — 11 июня 1569, Нексон) — представитель и основатель ветви Пфальц-Цвейербрюкен-Нойбург рода Виттельсбахов, пфальцграф Цвейбрюккена в 1532—1559 годах.

## Жизнь
Вольфганг был единственным сыном Людвига II, пфальцграфа Цвейбрюккена и его жены Елизаветы, дочери Вильгельма I, ландграфа Гессена, совместно с женой основали ветвь Пфальц-Цвейербрюкен-Нойбург. Его отец умер в 1532 году, поэтому регентом Пфальц-Цвайбрюккена до 1543 года был его дядя Рупрехт фон Пфальц-Фельденц. В 1557 году Вольфганг получил территорию Пфальц-Нейбурга в соответствии с Гейдельбергским договором. В 1548 году император Священной Римской империи Карл V оккупировал его протестантские территории и возобновил католические богослужения. Оккупация закончилась в 1552 году. Аугсбургский мир 1555 года положил конец религиозному конфликту, и в 1557 году несколько церковных государств в Германии были секуляризированы, некоторые из которых получил Вольфганг. В 1566 году он служил офицером кавалерии в Турецких войнах.
В 1569 году он пришёл на помощь французским гугенотам с 14 тысячами наёмников во время Третьей гугенотской войны (его вмешательство финансировалось королевой Англии Елизаветой I). Он вторгся в Бургундию, но был убит в ходе военных действий. Он был похоронен в Майзенхайме.
После его смерти Цвейбрюккен был разделён между сыновьями Вольфганга: Филипп Людвиг (дом Пфальц-Нейбург), Иоганн (дом Пфальц-Цвейбрюккен) и Карл (дом Пфальц-Биркенфельд). У Отто Генриха и Фридриха не было выживших сыновей, так, что первенство в этих ветвях перешло к ветви Вольфганга.

## Семья и дети
В 1545 Вольфганг женился на Анне Гессенской (1529—1591), дочери ландграфа Филиппа Гессенского. Их дети:
1. Кристина (1546—1619)
2. Филипп Людвиг (1547—1614)
∞ 1574 принцесса Анна Юлих-Клеве-Бергская (1552—1632)
3. Иоганн (1550—1604)
∞ 1579 принцесса Магдалена Юлих-Клеве-Бергская (1553—1633)
4. Доротея Агнесса (1551—1552)
5. Елизавета (1553—1554)
6. Анна (1554—1576)
7. Елизавета (1555—1625)
8. Отто Генрих (1556—1604)
∞ 1582 герцогиня Мария Доротея Вюртембергская (1559—1639)
9. Фридрих (1557—1597)
∞ 1587 герцогиня Екатерина София Легницкая (1561—1608)
10. Барбара (1559—1618)
∞ 1591 граф Готфрид Эттинген-Эттингенский (1554—1622)
11. Карл (1560—1600)
∞ 1586 герцогиня Мария Доротея Брауншвейг-Люнебургская (1570—1649)
12. Мария Елизавета (1561—1629)
∞ 1585 граф Эмих XII Лейнинген-Дагсбург-Харденбургский (1562—1607)
13. Сусанна (1564—1565)